# Abdoulaye Ndoye
Pour les articles homonymes, voir Ndoye.
Abdoulaye Ndoye, né le 26 février 1951 à Dakar, est un artiste plasticien sénégalais contemporain. Il est issu de la deuxième génération de l'« École de Dakar ».
Sa réflexion porte principalement sur une écriture vidée de toute signification mise en scène sur une page de parchemin ou des livres entiers.